# Список переименованных улиц Астаны
Переименованные улицы Астаны — список улиц казахстанского города Астана, менявших своё название в различные периоды.

## Список
1. ул. Сакко и Ванцетти	→	А. Букейхана → А. Мамбетова
2. ул. Красной Звезды	→	А. Джанбосынова
3. ул. Лихачёва	→	А. Жубанова
4. ул. Дризге	→	А. Затаевича
5. ул. Есенберлина (от пр. Республики до ул. Бараева)	→	А. Измаилова
6. Нуринская улица	→	А. Кравцова
7. ул. Щербакова	→	А. Алимжанова
8. ул. Монина	→	Акжайык	→	Есенберлина
9. ул. Жуковского	→	Б. Байсекбаева
10. ул. Куйбышева	→	Баянауыл
11. ул. Мира	→	Бейбитшилик
12. Вокзальная улица	→	Биржан сала
13. Заводской бульвар	→	бульвар Академика Скрябина
14. Новая улица между мкрн 9 и массивом малоэт. построек	→	Г. Мустафина
15. ул. Калачева	→	Г. Потанина
16. Социалистическая улица	→	Дулати
17. ул. Красного Креста	→	Е. Брусиловского
18. Берёзовая улица	→	Е. Тайбекова
19. ул. Крупской	→	Ж. Бокеева
20. Полевая улица	→	Ж. Ташенова
21. ул. 50 лет Октября	→	Ж. Омарова
22. ул. Смакотина	→	Жанибека Тархана
23. Комсомольская улица	→	Желтоксан
24. Линейная улица	→	И. Кутпанова
25. участок ул. Акжайык от маг. «Спутник» до ул. Пушкина	→	И. Есенберлина
26. Лесозаводская улица	→	К. Кеменгурулы
27. Культурная улица	→	К. Кунисбекова
28. Новая улица между Аль-Фараби и 9 мкрн	→	К. Рыскулбекова
29. Первомайская улица	→	Карасай батыра
30. Дальняя улица	→	Катченко
31. ул. К. Маркса	→	Кенесары
32. ул. Советской Конституции	→	Конституции
33. ул. Буденного	→	Коркыта
34. ул. Кравцова	→	Л. Гумилева
35. ул. Энгельса	→	Луи Пастера
36. Октябрьская улица	→	М. Ауэзова
37. ул. Шмидта	→	М. Дулатова
38. ул. Шверника	→	М. Тынышбаева
39. ул. Катченко	→	Манаса
40. Строительная улица	→	Махтумкули
41. ул. Ордженикидзе	→	Отырар
42. Студенческий пр-т	→	пр-т Абылай хана
43. Рождественская трасса	→	пр-т Кабанбая
44. Астраханское шоссе	→	пр-т Нургисы Тлендиева
45. ул. Целинников	→	пр-т Республики
46. ул. Ленина	→	пр. Абая
47. ул. Сейфуллина	→	Р. Кошкарбаева
48. ул. Абая	→	С. Кубрина
49. Делегатская улица	→	Сарыарка
50. Революционная улица	→	Сейфуллина
51. ул. Микояна	→	Сырдария
52. Красноармейская улица	→	Т. Рыскулова
53. ул. Грекова	→	Тараз
54. ул. Валиханова	→	Таттимбета
55. Асфальтовый переулок	→	Таха Хусейна
56. ул. Тельмана	→	Торайгырова
57. ул. Авдеева	→	Уалиханова
58. Рабочая улица	→	Ш. Байсековой[1]